# José Sánchez Rodríguez
José Sánchez Rodríguez (n. 1898) fue un militar español que participó en la Guerra civil.

## Biografía
Nació en la localidad navarra de Lerín, el 19 de marzo de 1898. Militar profesional, pertenecía al arma de ingenieros y estaba diplomado en Estado Mayor. Tomó parte en la guerra del Rif. Tras el estallido de la Guerra civil, en julio de 1936, se mantuvo fiel a la República y se integró en el nuevo Ejército republicano. En diciembre de 1937 fue nombrado jefe de Estado Mayor del V Cuerpo de Ejército, unidad élite del Ejército republicano. En mayo de 1938 fue ascendido al rango de teniente coronel por méritos de guerra, y poco después sería nombrado jefe de Estado Mayor del nuevo Ejército del Ebro. Tuvo un papel relevante durante la Batalla del Ebro.
Tras el final de la contienda marchó al exilio, instalándose en Puebla (México).